# Razza nordica

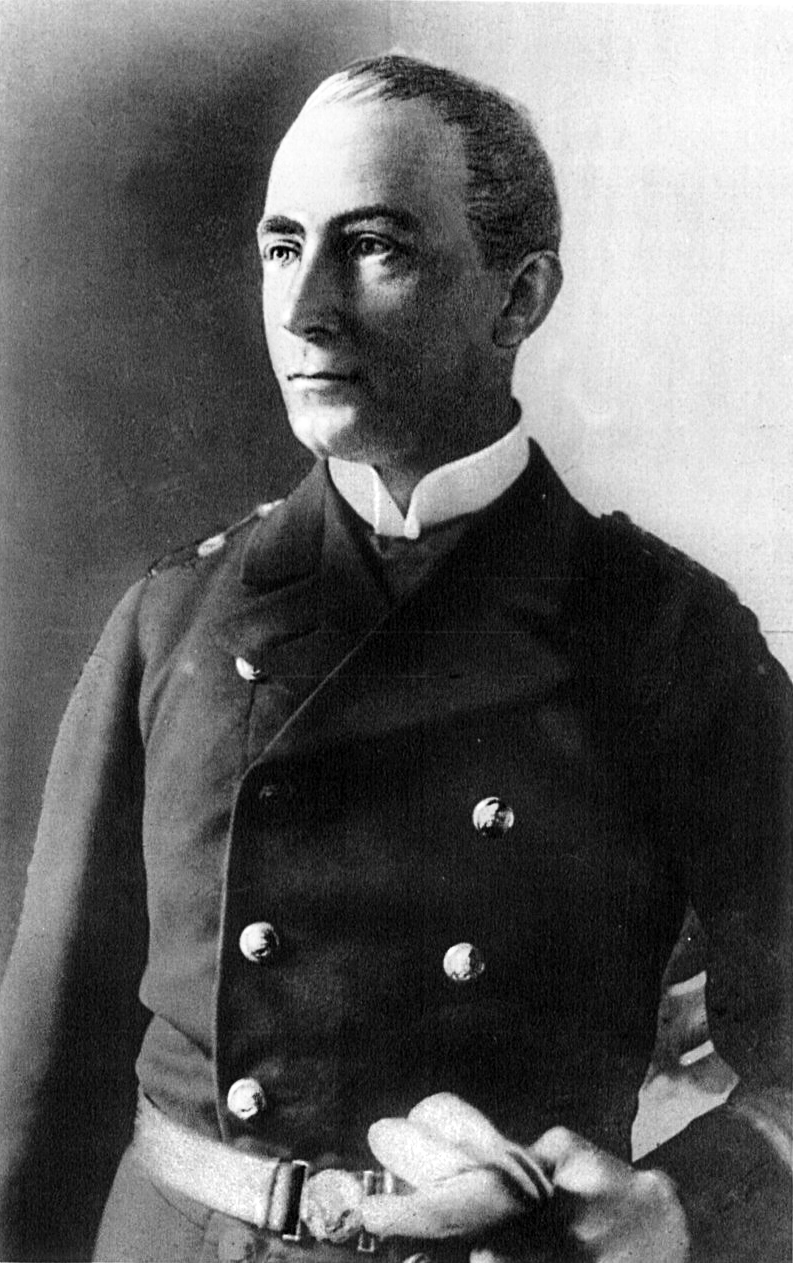
Il Meyers Blitz-Lexikon (Lipsia, 1932) mostra Karl von Müller, eroe tedesco della Grande guerra, come esempio del tipo nordico.

La razza nordica è una delle tre sub-razze nelle quali, nell'antropologia del XIX e primo XX secolo, veniva suddivisa la più ampia "razza caucasica" (oggi definita "europoide") secondo i canoni della antropometria fisica.
La classificazione fu proposta in alcuni studi di antropologia fisica tra la fine del XIX e la prima metà del XX secolo; secondo queste teorie, le persone appartenenti alla "razza nordica" si trovano soprattutto nei Paesi nordici, (l'Europa settentrionale, in particolare la penisola scandinava) e in parte nell'Europa centrale e nell'Europa orientale; sono caratterizzati dalla pigmentazione chiara di occhi, capelli e pelle, statura tendenzialmente alta, faccia stretta e cranio allungato (dolicocefalia).
I tratti psicologici dei nordici sono stati descritti come veritieri, equi, competitivi, ingenui, riservati ed individualisti. Altre supposte sub-razze sono la "razza alpina", la "razza dinarica" (preponderante tra i popoli balcanici), la "razza baltica orientale" (ossia gli Slavi, soprattutto orientali) e la "razza mediterranea".
Il "nordicismo" fu un'ideologia di separatismo razziale che vedeva i nordici come un gruppo razziale in via di estinzione, questo soprattutto nel libro dell'avvocato statunitense Madison Grant (1865-1937) intitolato The Passing of the Great Race: Or, The Racial Basis of European History (del 1916), e tale ideologia fu popolare soprattutto nel tardo XIX secolo e nei primi anni del XX in alcuni paesi nordoccidentali, centrali e settentrionali dell'Europa, come pure in America settentrionale e in Australia.
Il nazionalsocialismo ebbe a sostenere che la razza nordica costituisse il grado più alto possibile della "razza ariana" e che pertanto venisse a rappresentare la "razza superiore" (Herrenvolk).

## Contesto
A metà del XIX secolo il razzismo scientifico sviluppò la teoria dell'arianesimo, ritenendo che gli europei (ariani) fossero un ramo innato superiore dell'umanità, responsabile della maggior parte dei successi ottenuti dalla civiltà occidentale. L'arianismo derivò dall'idea che i parlanti originari delle lingue indoeuropee costituissero una razza a parte o una sub-razza distintiva della più ampia "razza caucasica". Fra i primi che tentarono una connessione tra i popoli di razza nordica e gli Indoeuropei vi fu il conte francese Joseph Arthur de Gobineau (1816-1882); secondo questa visione, nell'antichità gli Indoeuropei popolavano un'Urheimat settentrionale da cui in seguito partirono verso sud migrando in larga parte dell'Eurasia, dove importarono la loro lingua e religione, stabilendosi come casta superiore fra le genti pre-indoeuropee (o pre-ariane).
Il suo principale sostenitore fu come detto il diplomatico Arthur de Gobineau (1816-1882), nel suo Saggio sulla disuguaglianza delle razze umane (1853-55). Sebbene Gobineau non abbia equiparato i popoli nordici con gli ariani sostenne però che i "germanici" fossero i migliori rappresentanti moderni della razza ariana. Adattando i commenti dell'esponente della storiografia romana Publio Cornelio Tacito (tratti dalla sua opera De origine et situ Germanorum) e di altri scrittori romani, sostenne che i puri nordici avessero rigenerato l'Europa solo a seguito della caduta dell'impero romano d'Occidente a causa della diluizione razziale presente nei suoi governanti.
Nel 1880 diversi linguisti e antropologi sostennero che gli stessi ariani avessero avuto la loro origine in qualche parte del settentrione europeo. L'antropologo tedesco-statunitense Theodor Poesche (1825-1899) propose che gli ariani originassero nel "vasto Rokinto" (le attuali paludi del Pryp"jat', in seguito nell'Impero russo, nel territorio che copre attualmente gran parte della zona meridionale della Bielorussia e del nord-ovest dell'Ucraina; mentre fu l'antropologo austriaco Karl Penka (1847-1912) che diffuse l'idea che gli ariani fossero emersi dalla Scandinavia e che potrebbero essere identificati dai caratteri distintivi nordici dati dal biondismo (i capelli biondi) e dagli occhi azzurri.
Il biologo britannico Thomas Henry Huxley (1825-1895) fu d'accordo con lui, coniugando il termine Xanthochroidi per riferirsi agli europei sufficientemente biondi settentrionali, a differenza dei più scuri popoli mediterranei ch'egli chiamò Melanochroidi. Huxley concluse anche che questi ultimi Melanochroidi, che descrisse come dei "bianchi scuri", fossero a loro volta una mescolanza razziale di Xanthochroidi e Australioidi (oggi definiti come Australomelanesoide).
Questa distinzione venne ripetuta anche dallo scrittore statunitense Charles Morris (1833-1922) nel suo libro The Aryan Race (1888), secondo cui gli originali ariani potrebbero essere identificati dai loro capelli biondi e da altri aspetti nordici, come la dolicocefalia (il cranio allungato). All'argomento venne dato un ulteriore impulso dall'antropologo francese Georges Vacher de Lapouge (1854-1936) nel suo libro L'Aryen: Son Rôle Social (1899), in cui sostenne che i popoli biondi dolicocefali erano dei capi naturali, destinati a governare i popoli affetti da Brachicefalia.
Il filosofo tedesco Friedrich Nietzsche (1844-1900) si era riferito anche lui nei propri scritti alle "bestie bionde", avventurieri amorali che dovevano essere i progenitori delle cultura creative. Nella Genealogia della morale (1887) ebbe a scrivere:

Henry Keane, Man, Past and Present (1899), Un individuo danese come esempio del tipo nordico

## Definizione delle caratteristiche
Fu l'antropologo francese di origini russe Joseph Deniker (1852-1918) il primo a proporre l'aggettivo "nordico" ("nordique") per riferirsi ad un gruppo etnico (termine che coniò per primo) razziale settentrionale definendolo in base alle sue caratteristiche fisiche: sufficientemente biondo, con i capelli alquanto ondulati, occhi chiari e pelle rossastra, alta statura e un cranio dolicocefalico. Ai sei "gruppi caucasici" da lui individuati Deniker adattò quattro gruppi etnici secondari, tutti considerati intermedi ai nordici: il nordoccidentale, il sub-nordico, i vistolani provenienti dal fiume Vistola ed infine i sub-adriatici.
L'economista statunitense William Z. Ripley (1867-1941) affermò di poter definire scientificamente una "razza teutonica" nel suo libro The Races of Europe (1899). Suddivise gli europei in tre sottocategorie principali: teutonica (discendenti dei Teutoni), la razza alpina e la razza mediterranea.
Secondo Ripley la razza teutonica risiedeva in Scandinavia, nella Germania settentrionale, nei Paesi baltici, nella Prussia Orientale, nella Polonia settentrionale, nella Regione del Nord (Russia), in Gran Bretagna, in Irlanda, ed infine in alcune parti dell'Europa centrale e dell'Europa orientale: essa era caratterizzata da capelli lisci, pelle chiara, occhi azzurri, alta statura, corpo sottile, faccia stretta e naso aquilino. Vacher de Lapouge aveva chiamato questa razza "Homo Europaeus".
Madison Grant, nel suo libro The Passing of the Great race (1916) riprese la classificazione di Ripley e così descrisse il tipo nordico o baltico:
(- Madison Grant, "The Passing of the Great Race", Scribner's Sons, 1921, p. 167)
Sempre secondo Grant la razza alpina, più bassa di statura e più scura nella colorazione, con una testa più rotonda, era predominante nell'Europa centro-orientale attraverso la Turchia e le steppe eurasiatiche dell'Asia centrale e del circondario federale meridionale russo. La razza mediterranea invece, con capelli e occhi scuri, naso aquilino, carnagione olivastra, complessione moderata o scarsa e cranio modesto o lungo, disse che fosse prevalente nell'Europa meridionale, in Medio Oriente e in Nordafrica.

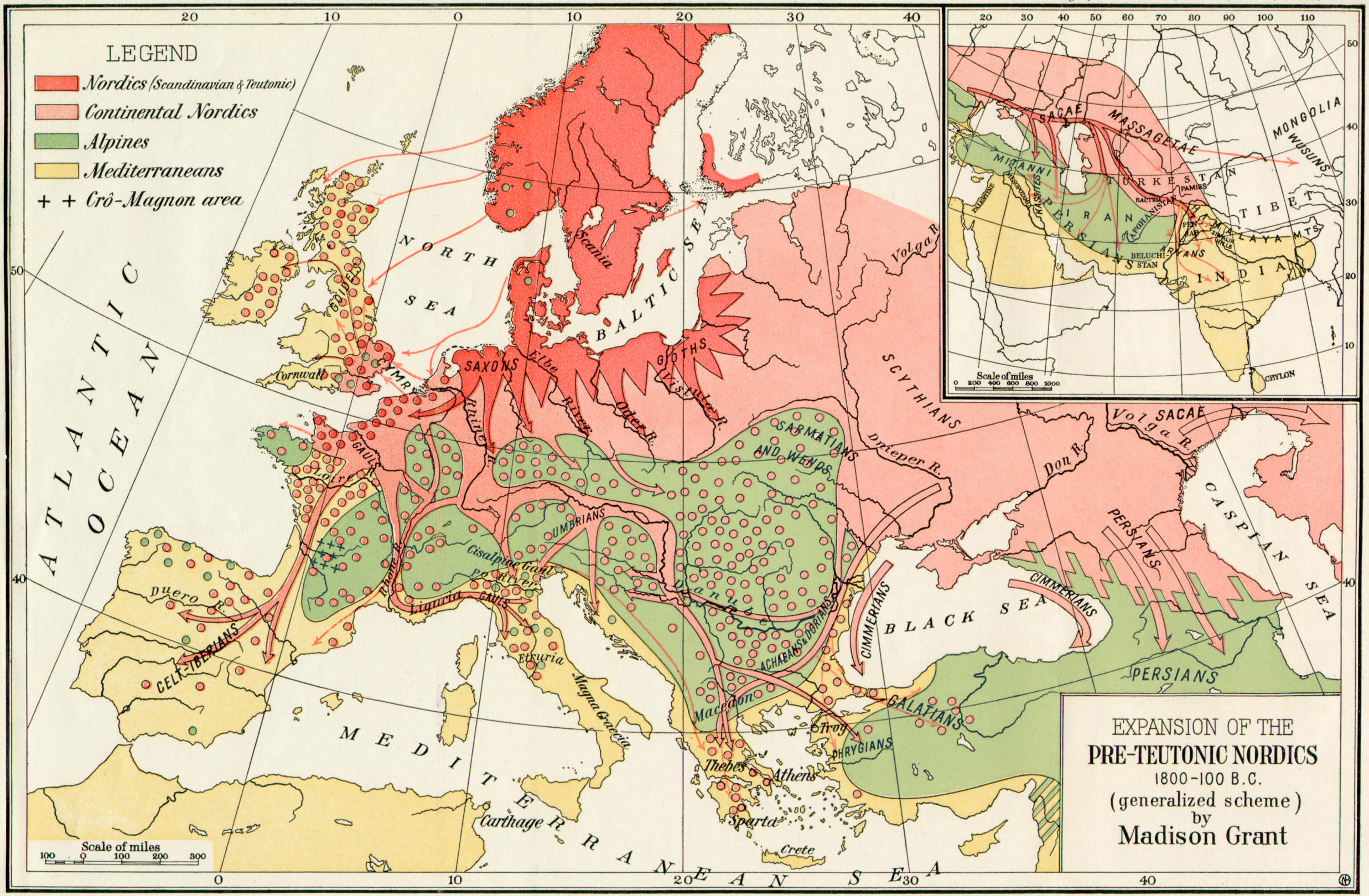
"Espansione dei nordici pre-Teutonici" (in rosso) - Antiche migrazioni nordiche (indoeuropee) nel continente eurasiatico, schema generalizzato di Madison Grant.

## XX secolo
Nel 1902 l'archeologo tedesco Gustaf Kossinna (1858-1931) identificò gli "originali ariani" (il popolo dei proto-indoeuropei) con la cultura nordica tedesca detta cultura della ceramica cordata (o "dell'ascia da combattimento""); quest'argomentazione si guadagnò vasti consensi nei successivi due decenni. Kosinna pose l'Urheimat protoindoeuropea nella regione dello Schleswig-Holstein, sostenendo che a partire da lì si espansero poi in tutto il continente europeo (teoria nordica).
Si venne quindi a stabilire un forte legame fra gli Indoeuropei, i Germani e i popoli "biondi-dolicocefali" del nord; anche l'antropologo austriaco Karl Penka (1847-1912) fu della stessa opinione. Questa stessa teoria sarà ripresa successivamente dal nazionalsocialismo, che ne fece un caposaldo delle basi ideologiche della Germania nazista.
Anche lo statunitense Grant supportava l'origine nordica dei Popoli indoeuropei; i tratti chiari (come gli occhi azzurri, grigi o verdi e il Biondismo presenti in aree meridionali quali l'Europa meridionale, il Nord Africa o l'Asia, sarebbero da derivare - essendo a suo parere esclusivi della razza nordica - da migrazioni di popolazioni nordiche avvenute in tempi preistorici come quelle che portarono gli Italici in Italia, gli Elleni in Grecia, i Persiani in Iran ecc.
(Madison Grant, "The Passing of the Great Race", Scribner's Sons, 1921, p. 167)
All'inizio del XX secolo questa teoria era ben consolidata, anche se ancora lontana dall'essere universalmente accettata. La sociologia utilizzò presto il concetto di "razza bionda" per modellare le migrazioni delle componenti presumibilmente più "imprenditoriali" ed innovative delle popolazioni europee. Fino al 1939 lo studioso di antropologia fisica statunitense Carleton Stevens Coon (1904-1981) scrisse che "i polacchi che sono venuti negli Stati Uniti durante il XIX secolo e i primi decenni del XX, non rappresentavano una sezione trasversale della popolazione polacca, ma una più alta, bionda e allungata, un gruppo a capo di tutti i polacchi nel suo complesso". La distinzione tra alta e bassa fronte, derivata da tali teorie, venne anche sancita nel linguaggio comune.
Fu l'opera già menzionata del sociologo-economista Ripley che diffuse l'idea dell'esistenza di tre razze biologiche europee. Ripley prese in prestito la terminologia di Deniker del "Nordico" (egli aveva già da parte sua utilizzato il termine "Teutonico"); la sua suddivisione delle razze europee si basava su una varietà di misure prese attraverso l'antropometria, ma focalizzandosi soprattutto sul loro indice cefalico e sulla statura.
Rispetto a Deniker Ripley sostenne una visione razziale semplificata proponendo un'unica razza teutonica legata a quelle particolari aree geografiche in cui predominavano le caratteristiche nordiche, posizionando queste aree ai confini degli altri due tipi razziali europei, l'alpino e il mediterraneo, riducendo in tal modo il ramo caucasoide dell'umanità a tre gruppi distinti.
All'inizio del XX secolo il modello a tre (nordico/alpino/mediterraneo) di Ripley si era ben consolidato. La maggior parte dei teorici della razza del XIX secolo come Joseph Arthur de Gobineau, l'antropologo tedesco Otto Ammon (1842-1916), Georges Vacher de Lapouge e lo scrittore britannico naturalizzato tedesco Houston Stewart Chamberlain (1855-1927) preferivano parlare di "ariani", "teutoni" e "indoeuropei" invece di "razza nordica". Il teorico dell'antisemitismo Chamberlain considerò (nel suo testo I fondamenti del diciannovesimo secolo del 1899) la razza nordica come esser composta da popoli originatisi a partire dai Celti e dai Germani, nonché da alcuni Slavi; Chamberlain chiamò quei popoli celto-germanici e le sue idee avrebbero fortemente influenzato le basi ideologiche del nazismo e del conseguente odio razziale del regime nazista.
Solamente nel corso degli anni venti cominciò a rivelarsi una forte parzialità usata per il termine Nordico e per un certo periodo la parola fu utilizzata in modo quasi intercambiabile con quella di Ariano. Più tardi, tuttavia, il nordico non sarebbe più stato unificato con l'ariano, l'indoeuropeo o il germanico. Ad esempio il ministro nazista per l'alimentazione Richard Walther Darré (1895-1953), che aveva sviluppato un concetto del contadino tedesco come razza nordica, utilizzò il termine ariano per riferirsi alle tribù dell'altopiano iranico.
Anche la nozione di una razza europea settentrionale distinta venne respinta da diversi antropologi per motivazione inerenti alla craniometria. L'antropologo tedesco Rudolf Virchow (1821-1902) screditò la richiesta a seguito di uno studio craniometrico, che diede risultati sorprendenti rispetto alle teorie contemporanee del razzismo scientifico sulla razza ariana. Durante il congresso antropologico svoltosi a Karlsruhe nel 1885 Virchow denunciò il "misticismo nordico", mentre il suo collaboratore Josef Kollmann giunse ad affermare che i cittadini europei - fossero essi tedeschi, italiani, inglesi o francesi - appartenevano ad una "miscela di diverse razze". dichiarano inoltre che i risultati ottenuti dalla frenologia hanno portato a "combattere contro ogni teoria relativa alla superiorità di questa o quella razza europea".

### Gunther (1922)
Nel libro "Rassenkunde des deutschen Volkes" (Scienza razziale del popolo tedesco), pubblicato nel 1922, il ricercatore tedesco sull'eugenetica Hans F.K. Günther (1891-1968) individuò ben cinque razze principali europee - invece delle solite tre - aggiungendovi la "razza est-baltica" e la razza dinarica alle categorie di Ripley. Quest'opera produsse la sua influenza nella di poco successiva pubblicazione di Die Rassenkarte von Europa (1925) del geografo tedesco Ewald Banse (1883-1953) il quale combinò le ricerche di Deniker, di Ripley, di Grant, dell'archeologo tedesco Otto Hauser (1874-1932), di Günther, del medico tedesco Eugen Fischer (1874-1967) ed infine dell'antropologo austriaco Gustav Kraitschek (1870-1927).
Negli Elementi razziali della storia europea Günther identificò un'ulteriore razza che chiamò "preasiatica" (in Andalusia e Marocco), che credeva fosse stata portata in Europa attraverso le invasioni dei Mori. Identificò poi una "razza interna asiatica" che risiedeva nella Scandinavia settentrionale (Lapponia) e nell'Asia settentrionale russa; infine identificò la "razza orientale" residente e originaria della penisola arabica, nonché una razza dei "vicini-asiatici" proveniente dalla Persia.
Gunther concluse dicendo che la Germania era una delle nazioni più razziali d'Europa e che tutti i gruppi razziali, nelle loro varie distribuzioni, potrebbero essere ritrovati in qualsiasi nazione europea. Gunther sostenne poi che gli ebrei fossero una nazionalità e non una razza, comprendente diversi gruppi razziali tra cui anche i nordici, ma soprattutto i pre-asiatici e i popoli dell'Asia orientale.

### Coon (1939)
L'antropologo fisico statunitense Carleton Stevens Coon pubblica la sua riedizione di The Races of Europe nel 1939 nel quale illustra le sue teorie circa l'evoluzione della razza caucasica. Egli suddivise la razza nordica in tre tipi principali: Keltic, Hallstatt e East, derivati prevalentemente da un miscuglio tra popolazioni Corded (dalla Cultura della ceramica cordata) e Danubian (della pianura danubiana) con altri possibili influenze (come quella dei popoli Bell Beaker, della cultura del vaso campaniforme), e a una varietà di tipi nordici alterati dall'ibridazione con tipologie europoidi paleolitiche (come il Trønder o l'Anglo-Saxon). I "nordici esotici" sarebbero stati invece tipi morfologicamente nordici che si separarono stanziandosi in luoghi lontani dal centro originario sito nel nordovest europeo, zona di massima concentrazione nordica.
Coon considera i nordici come un sottoramo parzialmente depigmentato del ramo razziale mediterraneo. Suggerisce inoltre che il tipo nordico è emerso come il risultato di una miscela di un ceppo mediterraneo neoltico del Danubio con il successivo elemento Corded, proveniente dalle steppe a nord del Mar Nero; quindi i tipi nordici possono mostrare rispettivamente una predominanza del tipo Corded o di quello Danubiano. Ulterioriori tipologie nordiche sono costituite dalle varietà Keltic (perché particolarmente diffusa tra i popoli celtici) e Hallstatt (dalla cultura di Hallstatt) che sarebbero emerse durante l'età del ferro europea in Europa centrale; il tipo Hallstatt secondo Coon: "ha trovato un rifugio in Svezia e nelle vallate orientali della Norvegia meridionale".
Coon riconosce inoltre la seguente terminologia degli autori precedenti:
- Finno-nordico, un "ipotetico ramo orientale della razza nordica";
- Norico, "un nordico biondo, dinarizzato;
- Osterdal, "il classico nordico dell'età del ferro, come si trova oggi nelle vallate orientali norvegesi";
- Sub-nordico, "un gruppo razziale con forti influssi della razza alpina";
- Tipo Trønderlagen o Trønder, "una varietà di nordici con un elemento Corded eccessivo ed una miscela del Paleolitico superiore";
- Tipo anglosassone, "un sottotipo nordico contenente una miscela paleolitica superiore non ridotta".

### Teoria della depigmentazione
La teoria di Coon del 1939 che vuole la razza nordica come il risultato di un processo di variazione di depigmentazione del maggiore patrimonio razziale costituito dalla razza mediterranea venne anche sostenuta dal suo mentore Earnest Hooton (1887-1954) in Twilight of Man, edito nello stesso anno.
Uno studio condotto negli anni novanta dal sociologo Ulrich Mueller rilevò che la depigmentazione dei popoli nordici attorno al Mar Baltico si verificò con molta probabilità a causa della carenza di vitamina D tra i popoli che lì vivevano tra i 10 e i 30.000 anni fa, che avevano una mancanza di accesso a cibi ricchi di vitamina D come i prodotti lattiero-caseari dell'epoca. La depigmentazione permise una maggiore quantità di luce ultravioletta B assorbita attraverso la pelle per poter sintetizzare la produzione di vitamina D.

## Nordicismo
All'inizio del XX secolo il concetto di razza superiore nordica era diventato talmente familiare che lo psicologo britannico William McDougall (1871-1938) affermò in un suo scritto datato 1920 che:
I "nordicisti" sostennero che i nordici avevano prodotto tutti i livelli superiori delle antiche civiltà, anche tra le civiltà mediterranee dell'antichità (teoria nordica), che erano declinate una volta che questa razza dominante venne assimilata. In tal modo sostennero che le testimonianze antiche suggerivano che gli antichi romani come Catone il censore, il dittatore Silla e gli imperatori Augusto e Nerone fossero biondi o rossi di capelli (Nerone e la sua famiglia paterna sono infatti descritti da Svetonio come di capelli rossi)..
Alcuni nordicisti ammisero che la razza mediterranea fosse superiore a quella nordica in termini di capacità artistiche; tuttavia la razza nordica continuò ad essere considerata superiore in quanto, sebbene i popoli mediterranei fossero stati sofisticati in ambito culturale, i nordici vennero presentati per essere innovatori e conquistatori, avendo uno spirito avventuroso a cui nessun'altra razza avrebbe mai potuto paragonarsi.
La razza alpina venne solitamente considerata come inferiore rispetto ai nordici e ai mediterranei, costituendo la classe contadina tradizionale, mentre i nordici occupavano il posto dell'aristocrazia e guidavano il mondo della tecnologia e i mediterranei furono considerati più esperti nel campo della letteratura e dell'arte in genere.
Gli oppositori del nordicismo respinsero queste argomentazioni. Lo scrittore e antropologo italiano anti-nordicista Giuseppe Sergi (1841-1936) affermò nella sua opera La razza mediterranea (1901, che ebbe una notevole influenza ai suoi tempi) che non esisteva alcuna prova che i livelli superiori delle antiche società fossero nordici, insistendo anzi sul fatto che le prove storiche e antropologiche contraddicessero tali affermazioni. Sergi sostenne che i mediterranei costituivano "la più grande razza del mondo", con un vantaggio creativo preponderante nei confronti della razza nordica; secondo lui i mediterranei furono i fondatori di tutte le principali civiltà antiche, dalla Mesopotamia all'antica Roma.
Questa stessa argomentazione venne più tardi ripetuta anche dall'esperto di etnologia britannico Charles Gabriel Seligman (1873-1940) il quale crisse che "deve essere riconosciuto che la razza mediterranea ha effettivamente più successo e meriti al suo attivo di qualsiasi altra". Anche Coon insistette nel dire che tra gli abitanti dell'antica Grecia "l'elemento nordico è debole, come probabilmente lo è stato fin dai tempi di Omero ... È la mia reazione personale nei confronti dei greci viventi - che la loro continuità con i propri antenati del mondo antico è notevole - piuttosto che l'opposto".

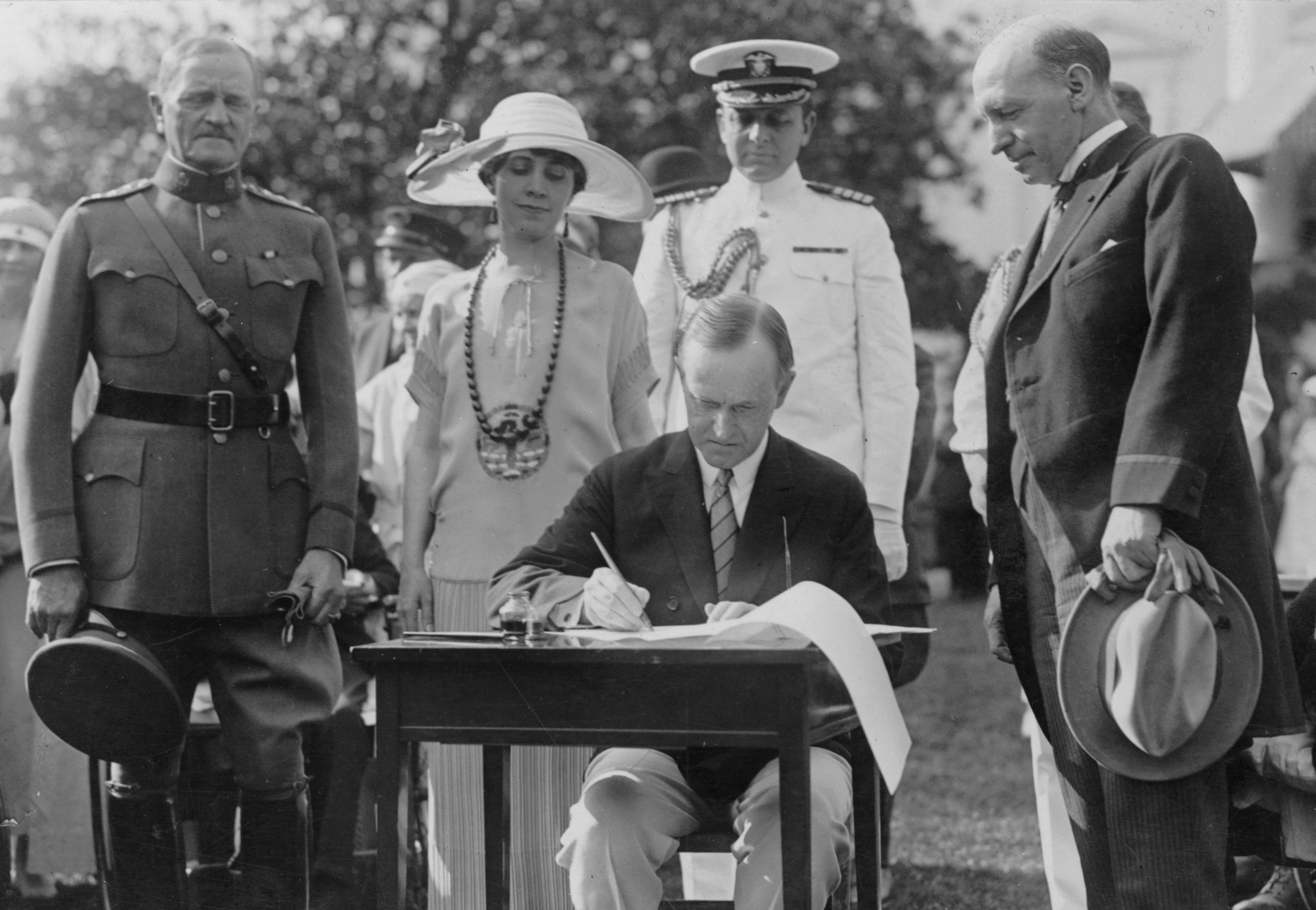
Il presidente statunitense Coolidge firma l'Atto d'immigrazione restrittivo contro i cittadini europei meridionali e orientali. John Pershing si trova alla sua destra.

Per razza ariana, comprendente i nordici, considerati il grado più elevato di essa, i teorici razzisti nordicisti indicavano invece un arbitrario e immaginario raggruppamento contenente tutti gli europoidi e gli indoarii, con l'esclusione degli slavi "baltici" (almeno della maggioranza, considerata da Günther imparentata con gli asiatici) e degli ebrei europei.

### Negli Stati Uniti
Negli Stati Uniti d'America il principale portavoce del nordicismo fu il sostenitore dell'eugenetica Madison Grant. Il suo libro del 1916 intitolato The Passing of the Great Race, or the Racial Basis of European History (Il passaggio della grande razza o il fondamento razziale della storia europea) sul nordicismo si rivelò essere molto influente nell'ambito del pensiero che propugnava la segregazione razziale negli Stati Uniti d'America e finanche nella creazione di politiche governative.
Grant utilizzò la sua teoria come giustificazione per le politiche contro l'immigrazione attuate negli USA per tutto il corso degli anni venti, sostenendo che gli immigrati provenienti da alcune aree specifiche europee, come gli italiani, gli irlandesi e gli altri provenienti dall'Europa meridionale e dall'Europa orientale, rappresentassero un tipo inferiore europeo e che il loro numero all'interno dei confini nazionali non avrebbe dovuto essere incrementato. Grant e ltri sollecitarono questa politica fino alla restrizione completa per i non europei, come i cinesi e i giapponesi.
Grant sostenne che la razza nordica fu la responsabile della maggior parte dei grandi successi ottenuti dall'umanità e che la mescolanza razziale fosse il "suicidio della razza"; a meno che non venissero adottate severe politiche di eugenetica la razza nordica sarebbe presto stata soppiantata dalle razze inferiori. Il futuro presidente degli Stati Uniti d'America Calvin Coolidge ne convenne, affermando che  "le leggi biologiche ci dicono che alcune persone non si mescoleranno o si fonderanno, facendo sì che i nordici si propaghino con successo; mentre il mescolamento con altre razze mostra come suo principale risultato un deterioramento da entrambe le parti".
L'"Atto d'immigrazione del 1924" venne controfirmato e convertito in legge da Coolidge. Questo provvedimento fu progettato per ridurre considerevolmente il numero di immigrati provenienti dalle regioni meridionali, sudorientali ed orientali dell'Europa, oltre che dalla Repubblica Socialista Federativa Sovietica Russa, escludendo totalmente gli immigrati asiatici ma favorendo altresì l'immigrazione proveniente dalle isole britanniche, dalla repubblica di Weimar, dalla Danimarca, dalla Svezia e dalla Norvegia.
La diffusione di queste idee influenzò anche la cultura popolare. Francis Scott Fitzgerald rievocò in parte le idee di Grant attraverso un personaggio de Il grande Gatsby, mentre lo scrittore anglofrancese Hilaire Belloc scherzosamente apostrofò l'"Uomo nordico" in una sua poesia e in un saggio in cui realizzò una feroce satira degli stereotipi nordicisti, alpini e mediterranei.

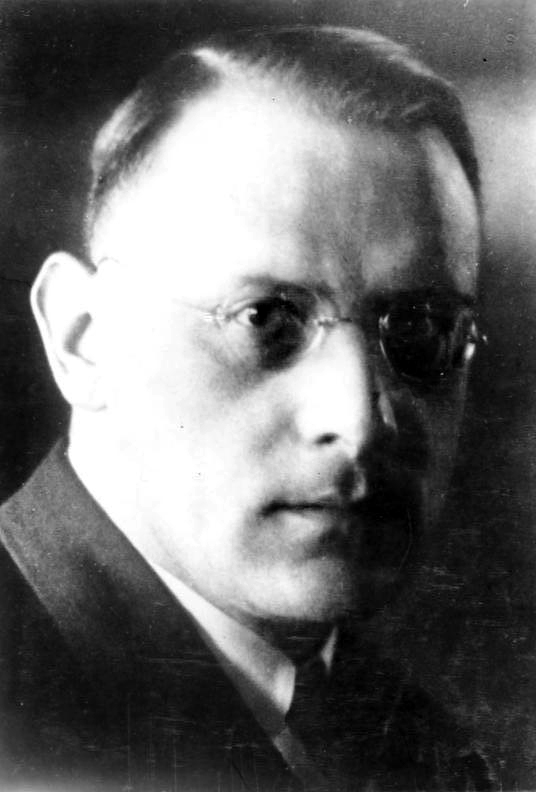
Hans F.K. Günther (1891-1968) fu un eminente teorico razziale tedesco che ha contribuito a diffondere il nordicismo nel suo paese.

### Il pensiero nordicista in Germania
Entro i confini tedeschi l'influenza del pensiero nordicista rimase molto forte ed era conosciuto con il termine "Nordischer Gedanke" (pensiero nordico). Questa parola venne coniata dagli eugenetici tedeschi Erwin Baur (1875-1933), Eugen Fischer (1874-1967) e Fritz Lenz (1887-1976); nella loro opera in comune del 1921 intitolata L'eredità umana si insistette sulla superiorità innata della razza nordica.
Adattando gli argomenti del filosofo tedesco ottocentesco Arthur Schopenhauer e di altri alla teoria dell'evoluzionismo darwiniano, sostennero che le qualità d'iniziativa e della forza di volontà individuale dei precedenti maggiori rappresentanti della cultura della Germania erano qualità sosrte dalla selezione naturale, a causa del paesaggio impervio in cui si sono evoluti i popoli nordici: ciò assicurò che gli individui più deboli non sopravvivessero. Questo argomento fu ricavato da precedenti idee eugenetiche e del darwinismo sociale; secondo gli autori la razza nordica nacque durante l'era glaciale da
Continuarono anche a sostenere l'ipotesi che "l'originale civiltà indo-germanica" venne portata dagli invasori nordici fino al subcontinente indiano e che la fisionomia degli indiani appartenenti alla casta superiore dei brahmani (vedi sistema delle caste in India) "rivelerebbe un'origine nordica".
In questo periodo la repubblica di Weimar era ben abituata alle teorie della razza e della superiorità razziale a causa della lunga presenza del movimento völkisch, la filosofia che voleva che i tedeschi costituissero un unico popolo o Volk, legato da sangue comune. Mentre il "Volkismo" era popolare soprattutto tra le classi sociali più basse della Germania e costituiva più una versione romantica del nazionalismo etnico, il nordicismo attrasse antropologi ed eugenetici tedeschi.
Hans F.K. Günther, uno degli studenti di Fisher, definì il "pensiero nordico" nel suo libro programmatico Der Nordische Gedanke unter den Deutschen; esso divenne presto il tedesco maggiormente influente in questo campo. La sua "Breve etnologia del popolo tedesco" (1929) venne ampiamente diffusa.
Nel suo Rassenkunde des deutschen Volkes del 1922 Günther identifica cinque principali razze europee invece di tre, aggiungendo alle categorie di Ripley la "razza baltica orientale" e la razza dinarica; utilizzò inoltre il termine "estide" invece di alpino, concentrandosi sugli attributi mentali specifici apparentemente distinti per ogni razza.
Günther criticò invece l'idea di Völkisch, affermando che i tedeschi non erano razionalmente uniti, ma che rappresentavano in realtà uno dei popoli più distinti razzialmente dell'intera Europa, Nonostante questo fatto molti Völkisti che fusero il Völkismo con il nordicismo abbracciarono le idde di Günther, in particolar modo i nazisti.

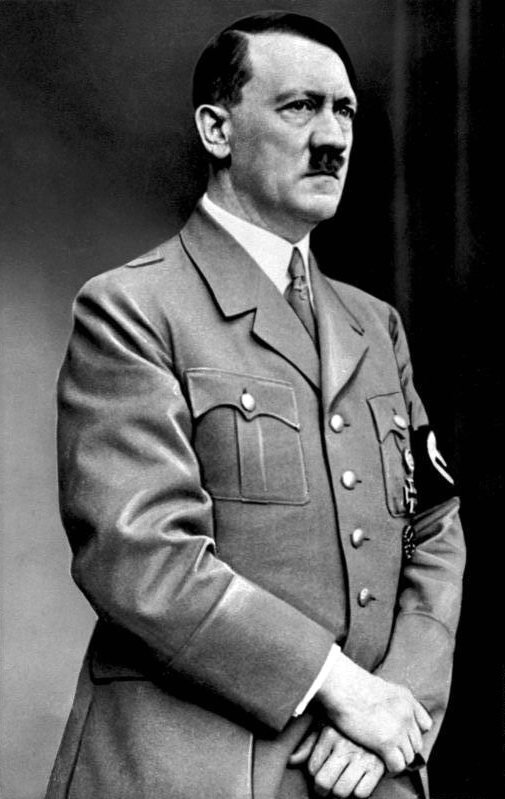
Adolf Hitler fu un fautore del concetto di razza ariana superiore (di cui la "razza nordica" faceva parte integrante. Egli vide il sottotipo razziale nordico come il vertice della gerarchia razziale della razza ariana.

#### Nordicismo nazista
Adolf Hitler lesse "L'eredità umana" poco prima di scrivere il suo Mein Kampf e lo definì come la prova scientifica della base razziale della civilizzazione. I suoi argomenti furono ripetuti anche dall'ideologo nazista Alfred Rosenberg nel suo libro del 1930 intitolato Il mito del XX secolo. Le teorie razziali naziste, influenzate anche dalla matrice ariosofica esoterica, consideravano gli "Atlantidei" (discendenti di Atlantide) come una razza di esseri superiori nordici provenienti da Thule. Rosenberg ebbe a scrivere di una razza superiore nordico-atlantica la cui civiltà fu perduta per colpa della corruzione interna e del tradimento.
Secondo Rosenberg la razza nordica si sarebbe evoluta su un territorio oramai perduto sulla costa occidentale europea, discendente dei mitici atlantidei, migrata poi nell'Europa settentrionale per allargarsi ulteriormente in seguito a sud verso l'Iran e l'India ove fondò le culture ariane dello zoroastrismo e dell'induismo. Come già pensato da Madison Grant e altri, anch'egli sosteneva che l'energia produttiva dei nordici era degenerata a partire dal momento in cui si mescolò con i popoli inferiori.
Con l'ascesa al potere di Hitler la teoria della razza nordica divenne normativa all'interno della cultura tedesca. In alcuni casi il concetto di nordico divenne un ideale quasi astratto piuttosto che una mera categoria razziale. Per esempio il teorico della razza Hermann Gauch ebbe a scrivere nel 1933 (in un libro che fu vietato nella Germania nazista) che "agli uccelli può essere insegnato a parlare meglio di altri animali è spiegato dal fatto che le loro bocche sono nordiche nella struttura". Affermò inoltre che nell'uomo "la forma della gengiva nordica permette un movimento superiore della lingua ed è questo il motivo per cui il parlare ed il canto nordico sono più ricchi".
Tali visioni erano estreme ma la teoria nordica più tradizionale fu comunque istituzionalizzata. Hans F.K. Günther, iscrittosi al Partito Nazionalsocialista Tedesco dei Lavoratori nel 1932, venne elogiato come un pioniere del pensiero razziale, rappresentante di una luce illuminante della teoria nordica. La maggior parte dei commenti ufficiali nazisti sulla razza nordica si basano essenzialmente sulle opere di Günther e Rosenberg lo insignì con una medaglia per il suo lavoro svolto nel campo dell'antropologia.
Il medico Eugen Fischer e il genetista Fritz Lenz (1887-1976) furono anche nominati in posizioni di alto livello che sovrintendevano alla politica dell'igiene razziale. Il libro di Grant divenne il primo testo non tedesco fatto tradurre e pubblicare dall'editoria nazista e allo statunitense capitò di mostrare orgogliosamente agli amici una lettera di Hitler dichiarante che il libro era diventato "la sua Bibbia".
Lo Stato nazista usò tali idee sulle differenze tra le razze europee nell'ambito delle varie politiche discriminatorie e coercitive che culminarono nell'Olocausto (Shoah). Ironicamente nella prima edizione del suo popolare libro Grant classificò i tedeschi come primariamente nordici, mentre nella sua seconda edizione - pubblicata dopo che gli Stati Uniti d'America erano entrati nella prima guerra mondiale - aveva riclassificato l'attuale potente nemico come dominato dalla razza alpina inferiore.
Il lavoro di Günther fu essenzialmente in accordo con quello di Grant e l'antropologo tedesco affermò spesso che il popolo germanico non era sicuramente un popolo completamente nordico. Hitler stesso avrebbe dovuto minimizzare l'importanza del nordicismo in pubblico per un tale motivo. Il modello tripartito standard collocava la maggior parte della popolazione della Germania nazista nella categoria alpina, questi specialmente dopo l'Anschluss.
J. Kaup guidò un movimento opposto a quello di Günther. Kaup ritenne che una nazione tedesca, di cui tutti i cittadini appartenessero ad una "razza tedesca" nel senso di popolazione, avrebbe offerto uno strumento maggiormente socioeconomico rispetto al concetto di un tipo nordico ideale di Günther a cui avrebbero potuto appartenere solo pochi tedeschi.
La legislazione nazista che identificava le affinità etniche e razziali degli ebrei riflette più il concetto di popolazione che quello di razza; difatti la discriminazione non era limitata agli ebrei appartenenti alla "razza orientale-armenoide", ma era bensì diretta contro la totalità dei membri della popolazione ebraica.
Il giornalista ebreo-tedesco Kurt Caro (1905-1979), emigrato a Parigi nel 1933 per servire poi nella British Army a partire dal 1943, fece pubblicare un libro sotto lo pseudonimo di Manuel Humbert che pretendeva di smascherare il Mein Kampf dichiarando la composizione razziale della popolazione ebraica presente in Europa centrale: il 23,8% appartenenti alla "razza lapponide", il 21,5% alla razza nordica, il 20,3% alla "razza armenoide", il 18,4% alla razza mediterranea ed infine il 16% alla razza orientale.
Nel 1939 Hitler aveva oramai abbandonato la retorica nordicista a favore dell'idea che il popolo tedesco nel suo complesso fosse unito da diverse qualità "spirituali"; tuttavia le politiche dell'eugenetica nazista continuavano a favorire il nordico sugli alpini e gli altri gruppi razziali, questo in particolare durante la guerra quando furono prese decisioni circa l'incorporazione dei popoli conquistati nel Reich. Nel 1942 Hitler dichiarò in privato:
Hitler e Heinrich Himmler prevedevano di utilizzare le SS come base per la "rigenerazione razziale" dell'Europa dopo la vittoria finale del nazismo. Le SS dovevano costituire un'élite razziale scelta sulla base delle pure qualità nordiche. Rivolgendosi agli ufficiali della 1. SS-Panzer-Division "Leibstandarte SS Adolf Hitler" Himmler dichiarò:

### Il pensiero nordicista in Italia
Nel regno d'Italia il nordicismo ebbe un effetto divisivo in cui la sua influenza portò gli abitanti dell'Italia settentrionale a considerarsi parte del patrimonio nordico razziale e considerandosi l'unico popolo davvero civilizzato della penisola italiana, mentre guardava negativamente agli abitanti dell'Italia meridionale come non nordici e quindi biologicamente inferiori.
Il nordicismo fu assai controverso in Italia a causa delle comuni percezioni nordiche della razza mediterranea e soprattutto per il fatto di considerare gli italiani meridionali come dei degenerati razziali. La distinzione tra un nord Italia superiore e un sud degenerato fu promossa dall'orientalista Carlo Formichi (1871-1943), vicepresidente dell'Accademia Italiana, che nel 1921 disse che l'Italia aveva bisogno di "una grande rivoluzione..., un ritorno al genio della nobile razza ariana, che è dopo tutto la nostra razza, ma che è stata superata dalla civiltà e dalla mentalità semitica".
Almeno alcuni degli stereotipi sull'Italia meridionale furono creati dal criminologo Cesare Lombroso (1835-1909), un antropologo ebreo italiano di origine sefardita; per le sue controverse teorie Lombroso fu espulso dalla "Società italiana di antropologia ed etnologia" nel 1882. La dottrina lombrosiana viene attualmente considerata alla stregua di una pseudoscienza.

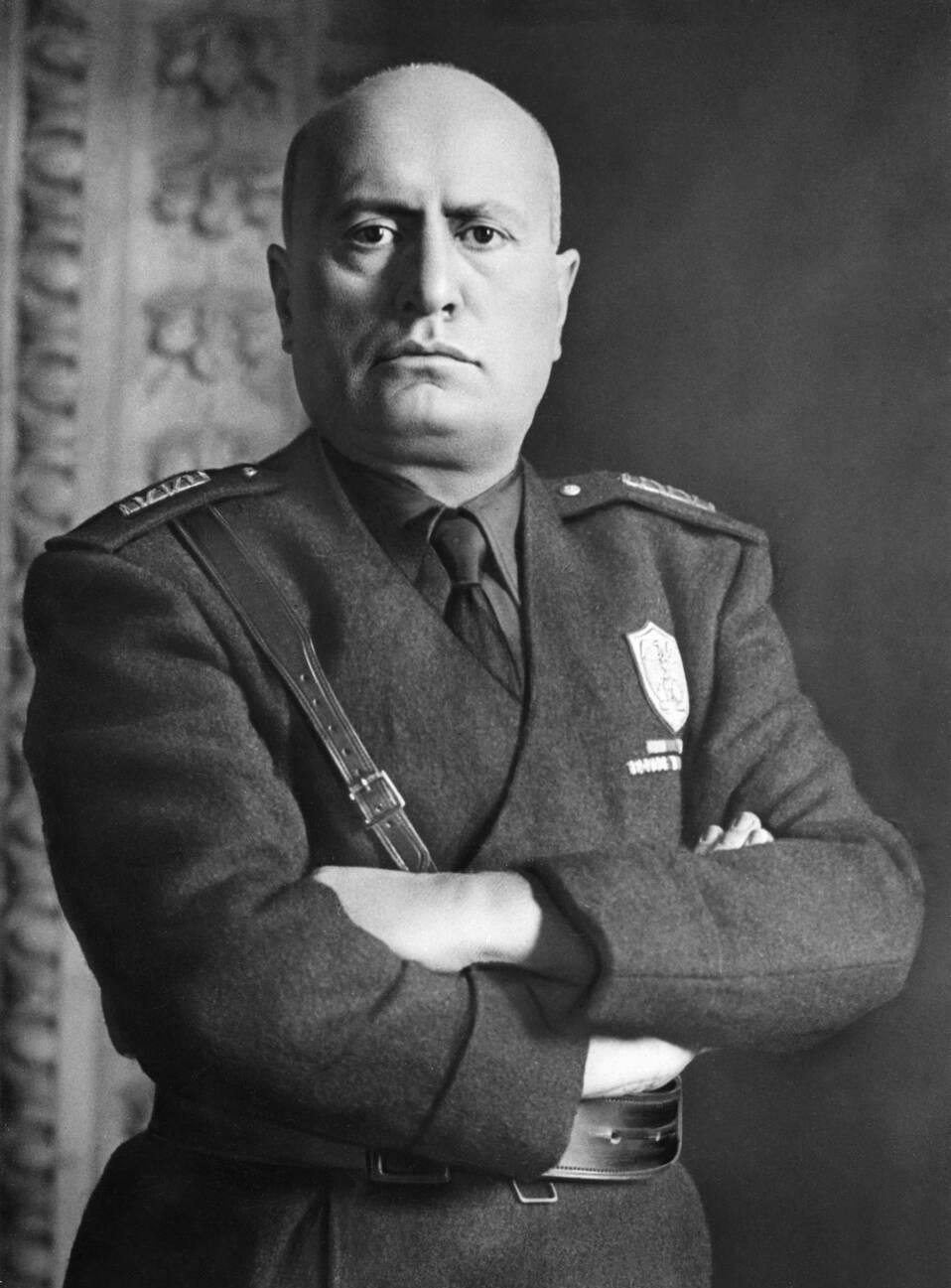
Benito Mussolini fu inizialmente un forte sostenitore del mediterraneismo; tuttavia, con l'aumento sempre maggiore dell'influenza del nazismo pro-nordicista, Mussolini iniziò a promuovere l'arianismo e riconobbe gli italiani come un'eredità nordico-mediterranea.

#### Nordicismo fascista
La posizione della storia del fascismo italiano nei confronti del nordicismo cambiò da un'iniziale ostilità fino ad esserne favorevole. Il fascismo italiano rigettò fortemente la comune concezione nordica della razza ariana la quale idealizzava gli ariani con alcuni tratti fisici puramente nordici come il colore della pelle pallido, i capelli biondi e gli occhi chiari.
L'antipatia di Benito Mussolini e di altri fascisti italiani nei confronti del nordicismo era basata sull'esistenza di ciò che consideravano il complesso di inferiorità mediterraneo che sostenevano fosse stato instillato negli stessi mediterranei dalla propagazione di tali teorie da parte dei nordici tedeschi e anglosassoni i quali consideravano razzisticamente i popoli mediterranei come dei degenerati e quindi a loro parere inferiori.
Tuttavia le rivendicazioni tradizionaliste nordiche caddero a causa della storia di un colore della pelle umana più scuro, cosa questa che i nordicisti rimproverarono a lungo all'antropologia, attraverso la teoria della depigmentazione la quale affermava che i popoli più chiari erano stati depigmentati a partire da una pelle più scura; questa teoria venne largamente accettata come punto di vista ufficiale antropologico.
L'antropologo statunitense Carleton Stevens Coon nella sua opera The races of Europe (1939) sottoscrisse in pieno la teoria della depigmentazione che affermava che la pelle chiara della razza nordica era il risultato di uno "scolorimento" dei loro antenati appartenenti alla razza mediterranea. Mussolini rifiutò di far tornare nuovamente l'Italia dentro questo complesso d'inferiorità, inizialmente respingendo con decisione l'ipotesi nordicista.
Agli inizi degli anni trenta, con l'aumento del potere del Partito Nazionalsocialista in Germania e con l'accento posto da Hitler su una concezione nordicista della razza ariana, si manifestarono forti tensioni tra fascisti e nazisti sulla "questione razziale". Nel 1934 a seguito dell'assassino da parte dei nazisti del cancelliere austriaco Engelbert Dollfuss (alleato dell'Italia ed esponente dell'austrofascismo), Mussolini rispose rabbiosamente con un'aperta denuncia del nazismo. Egli rimproverò il nordicismo nazista, sostenendo che l'enfatizzazione data dai nazisti ad una supposta "razza germanica" comune nordica fosse nient'altro che un'assurdità, dichiarando chiaramente che "una razza germanica non esiste... ripetiamo, non esiste. Gli scienziati lo sanno, Hitler lo sa".
Che i tedeschi non fossero puramente nordici fu riconosciuto anche dal teorico razziale nazista Hans F.K. Günther nel suo libro intitolato Rassenkunde des deutschen Volkes (Scienza razziale del popolo tedesco, 1922) dove Günther riconosceva i tedeschi essere composti di ben cinque razze subtipiche ariane: razza nordica, razza mediterranea, razza dinarica, razza alpina ed infine razza orientale del Baltico. Egli concludeva però con l'affermazione che i nordici costituissero il punto più alto in una gerarchia razziale dei cinque sottotipi.
Nel 1936 le tensioni tra l'Italia e la Germania si ridussero e le relazioni divennero via via sempre più amichevoli. Proprio in quel 1936 il Duce decise di lanciare un programma razziale ed ebbe molto ad interessarsi degli studi razziali condotti dallo scrittore e musicista Giulio Cogni (1908-1983). Cogni era un nordicista ma non equiparò l'eredità nordica con l'identità germanica, come comunemente facevano ancora i nordicisti tedeschi.
Cogni si era recato in Germania, dove rimase impressionato dalla teoria razziale nazista, cercando così di creare la propria versione della teoria razziale. L'11 settembre del 1936 Cogni inviò a Mussolini una copia del suo libro appena pubblicato ed intitolato Il Razzismo. Cogni dichiarò l'affinità razziale dei sottotipi razziali mediterranei e nordici della razza ariana e sostenne che l'intersezione degli ariani nordici e degli ariani mediterranei in Italia ha finito col produrre una sintesi superiore degli ariani italiani.
Cogni affrontò la questione delle differenze razziali tra gli italiani settentrionali e meridionali dichiarando che questi ultimi erano mescolati tra razze ariane e non ariane, tesi questa sostenuta a causa dell'infiltrazione dei popoli asiatici in epoca romana e successivamente delle invasioni arabe; in quanto tali Cogni vide i meridionali come inquinati da tendenze orientalizzanti.
In seguitò muto di opinione affermando che nordici e italiani meridionali erano gruppi strettamente connessi sia a livello razziale che spirituale; la sua idea fu che fossero generalmente responsabili di ciò che di meglio produsse la civiltà europea. Inizialmente Mussolini non rimase particolarmente colpito dal lavoro di Cogni, ma le sue idee entrarono nella politica ufficiale razziale fascista qualche anno dopo.
Nel 1938 Mussolini cominciò a preoccuparsi del fatto che se il fascismo italiano non avesse riconosciuto il patrimonio nordico degli italiani, il complesso mediterraneo d'inferiorità sarebbe tornato a manifestarsi all'interno della società. Pertanto nell'estate del 1938 il governo fascista riconobbe ufficialmente gli italiani come eredità nordica e di origine nordico-mediterranea ed in un incontro con i membri del Partito Nazionale Fascista nel giugno del 1938, Mussolini si auto-identificò come nordico e dichiarò che la politica precedente della messa a fuoco sul mediterraneismo doveva essere sostituita da una messa al centro della discussione dell'arianesimo.
Nel luglio 1938 Mussolini dichiarò che gli italiani avevano un forte patrimonio nordico, in particolare attraverso l'eredità della tribù germanica dei Longobardi i quali conquistarono la penisola a seguito della caduta dell'impero romano d'Occidente, concludendo con l'affermare che la mescolanza dei romani mediterranei con i longobardi nordici fu l'ultima mescolanza razziale significativa che si verificò in Italia e che nessun'altra se ne verificò da allora in poi.

## La rivalutazione post-nazista e il declino del nordicismo
Ancor prima dell'avvento del nazismo il concetto di "razza" di Madison Grant perdette sempre più il favore negli Stati Uniti d'America a causa del clima politico polarizzante successivo alla prima guerra mondiale, tra cui la grande migrazione afroamericana e la Grande depressione. Nel corso degli anni trenta la critica del modello nordicista crebbe in Gran Bretagna e in America. Lo storico britannico Arnold J. Toynbee (1889-1975) in un suo Studio sulla Storia (1934) sostenne che le civiltà più dinamiche sono sorte da culture razziali miste. Nell'Europa meridionale la teoria nordicista ebbe comprensibilmente una minor influenza,
Ciò richiese l'abbandono della "gradazione razziale bianca" di Grant a favore della teoria della "goccia-discesa", che fu abbracciata sia ai suprematisi del potere bianco sia dai suprematisti neri (vedi supremazia nera). Fra questi ultimi vi furono Marcus Garvey e, in parte, William Edward Burghardt Du Bois, almeno nel suo pensiero successivo.
Con l'ascesa del nazismo molti critici non mancarono di indicare i difetti della teoria, ripetendo gli stessi argomenti espressi da Sergi e da altri, il fatto ciò che la prova inerente all'antico successo nordico fosse assai sottile quando si trovava in opposizione alle antiche civiltà mediterranee (e non solo). Anche l'equazione dell'identità nordica e ariana venne ampiamente criticata.
Nel 1936 il giornalista M. W. Fodor, scrivendo per The Nation, affermò senza mezzi termini che il nazionalismo germanico razziale si fosse in realtà sviluppato da un forte complesso di inferiorità:
Alcuni nazionalisti lombardi assunsero questa tesi anche in Italia, ma dopo l'istituzione del governo fascista di Benito Mussolini le teorie razziali non furono più, in un primo momento, così importanti. Mussolini ebbe a dichiarare ancora nel 1940:  "nulla mi farà mai credere che le razze biologicamente pure possano dimostrare di esistere realmente".
Dopo la seconda guerra mondiale la categorizzazione dei diversi popoli in "superiori" e "inferiori" scadde ulteriormente dal favore politico e scientifico, portando infine finalmente alle categorizzazioni di tali teorie come razzismo scientifico. La divisione tripartita dei caucasici in gruppi nordici, alpini e mediterranei persistette però tra alcuni scienziati fino agli anni sessanta, in particolare nel libro di Carleton Stevens Coon intitolato The Origin of Races (1962).
Già gli stessi accademici di studi razziali come A. James Gregor criticarono pesantemente il nordicismo. Nel 1962 Gregor stesso lo definì come "una filosofia della disperazione", perché la sua ossessione nei riguardi della purezza la condannò definitivamente all'estremo pessimismo e all'isolazionismo.
Ma ancora nel 1977 l'antropologo svedese Bertil Lundman scrisse un libro intitolato The Races and Peoples of Europe il quale citava una presunta razza nordica; della stessa opinione dei suoi predecessori Gustaf Kossinna, Madison Grant e Karl Penka fu anche Lundman (1899-1993), che localizzò l'ancestrale Urheimat ad est della Turingia:
(- Bertil Lundman, The racial history of Europe: an outline.)

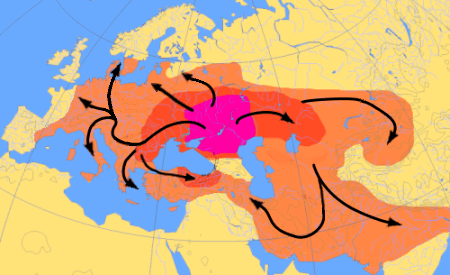
Schema della teoria kurganica

Oggigiorno tali studi sono stati sostituiti dalla genetica delle popolazioni. Inoltre lo sviluppo della teoria kurganica sulle origini degli protoindoeuropeiIndoeuropei ha messo in discussione l'equazione nordicista di identità ariana e nordica, poiché ha collocato i primi parlanti indoeuropei in Asia centrale e/o nell'estrema Europa orientale (anche se secondo l'ipotesi di Kurgan alcuni popoli protoindoeuropei migrarono alla fine in direzione dell'Europa centrale e dell'Europa settentrionale diventando gli antenati delle attuali popolazioni dei paesi nordici.
Il termine originale tedesco utilizzato da William Z. Ripley, "Theodiscus", che venne tradotto in lingua inglese con "teutonico" perse col tempo il favore degli studiosi di lingua tedesca, venendo limitato a un utilizzo piuttosto ironico del tutto simile al "teutsch" arcaico, sempre che venisse in qualche modo utilizzato.
Mentre il termine è ancora presente in inglese, che lo ha mantenuto in alcuni contesti come ad esempio per la traduzione del tradizionale "teutonico" latino (in particolare per il suddetto ordine teutonico), non dovrebbe in tedesco essere tradotto come "Teutonisch", tranne quando non si riferisca al popolo storico dei Teutoni.

### Prime critiche: la teoria della depigmentazione
Il nordicismo è stato oggetto di critiche sostanziali. Carleton Stevens Coon nel suo lavoro intitolato The Races of Europe (1939) sottoscrisse la teoria della depigmentazione la quale affermava che la pelle chiara della "razza nordica" fosse il risultato della depigmentazione verificatasi tra i suoi antenati di razza mediterranea.
La teoria della depigmentazione ricevette un notevole supporto dagli antropologi successivi; nel 1947 l'antropologo statunitense Melville Jacobs ebbe ad osservare che "per molti antropologi fisici nordicisti si intende un gruppo con una percentuale particolarmente elevata di biondo, che rappresentano un Mediterraneo depigmentato"". Nel suo lavoro Races of Man (1963, seconda edizione 1965) la geologa ed archeologa Sonia Mary Cole andò oltre fino a sostenere che la razza nordica appartiene alla suddivisione Europoide dei "Mediterranei bruni", ma che si differenzia solo attraverso la sua più elevata percentuale di capelli biondi e occhi chiari.
L'antropologo dell'università di Harvard Claude Alvin Villee Jr. fu anch'egli un rilevante sostenitore di questa teoria, scrivendo che "la suddivisione nordica rappresenta un ramo parzialmente depigmentato del gruppo mediterraneo". La Collier's Encyclopedia fino al 1984 conteneva una voce apposita per questa teoria, citando il sostegno dato ad essa dall'antropologia.

### Ludmann (1977)
Con la sua opera intitolata The Races and Peoples of Europe (1977) Ludmann fu tra gli ultimi accademici a sostenere l'esistenza della razza nordica e parimenti delle altre razze e sub-razze
La subrazza Faelish è più ampia di viso e forma. Così è anche la subrazza del Nord Atlantide (la razza Nord-Occidentale di Joseph Deniker), che è come il tipo primario ma possiede capelli molto più scuri. Soprattutto nelle parti oceaniche della Gran Bretagna la subrazza del Nord-Atlantide è anche molto alta nel gene di tipo sanguigno ed invero assai bassa per il contenuto di sangue genico p. Il tipo principale, con distribuzione in particolare nella penisola scandinava è qui chiamata la subrazza Scandid o Scando-Nordica".»

### Antropologia forense
Alcuni scienziati forensi, patologi e antropologi fino agli anni novanta hanno continuato ad utilizzare la suddivisione tripartita dei caucasoidi in nordici, alpini e mediterranei, basandosi l'antropometria cranica. L'antropologo Wilton M. Krogman ad esempio identificò la "razza nordica craniale" nella sua opera Lo scheletro umano in medicina forense (1986) come "dolicocranica".
Nel suo lavoro Patologia Forense pubblicato nel 1991 Bernard Knight, professore di patologia forense (vedi scienza forense) usa anch'egli il modello tripartito e identifica la razza nordica sulla base della sua forma dolicocefalica del cranio.
Gli antropologi forensi del XXI secolo però non continuano più ad utilizzare la suddivisione tripartita dell'Europoide, bensì riconoscono solo il suddetto Europoide, il Negroide e il Mongoloide, questo attraverso l'analisi dei resti scheletrici e non facendo più sottodivisioni di questi gruppi.

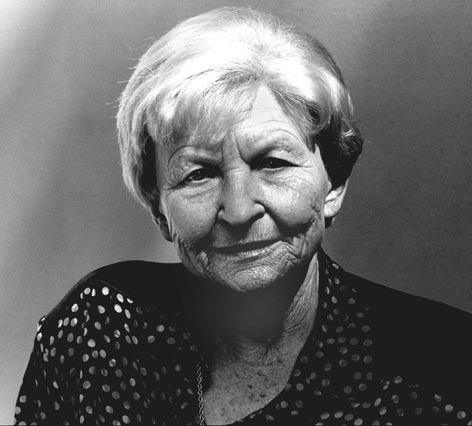
L'archeologa lituana Marija Gimbutas.

## XXI secolo
Nel XXI secolo vi è un punto di vista prevalente tra molti antropologi e biologi: il fatto cioè che le "razze pure" non solo non esistono ma non sono mai esistite.
Con l'affermarsi negli ultimi decenni della teoria kurganica, perfezionata da Marija Gimbutas a partire dal secondo dopoguerra, che localizza l'Urheimat proto-indoeuropea nella steppa pontico-caspica, la teoria nordica, e in particolare germanico-scandinava, sull'origine degli Indoeuropei ha definitivamente perso credibilità fra gli accademici.
Il tipo fisico delle genti della cultura di Jamna differiva in vari aspetti da quello presente nel neolitico nell'Europa centro-settentrionale; inoltre si ipotizza che l'indoeuropeizzazione dell'Europa Antica (in particolare ad ovest del fiume Elba), come testimoniato da più approfonditi e meno datati studi antropologici, non avvenne tramite l'immigrazione diretta di popolazioni Kurgan dal sud della Russia, ma principalmente attraverso un processo graduale di assimilazione culturale e di acculturazione della popolazione indigena.
La teoria nordica sull'origine dell'umanità è oggi considerata da quasi tutti come pseudoscienza, divenendo l'argomento di teorie marginali, pseudostoriche e non accettate dagli studiosi, come quelle che derivano dall'opera di Robert Charroux, e dal nazismo esoterico di certi ambienti di estrema destra. Il politologo russo Alexander Dugin è fautore invece di un nordicismo "siberiano", dove Thule come luogo di provenienza (Iperborea) e conservazione nei millenni del nucleo originario degli ariani nordici è sostituita dall'intera regione polare e oggi sarebbe rappresentata dalla sola Siberia.

### Genetica della popolazione
L'emergere della genetica delle popolazioni ha minato ulteriormente le categorizzazione degli europei in gruppi originari chiaramente definiti.